# Michał Płachta
Michał Wojciech Płachta – polski prawnik, profesor nauk prawnych, nauczyciel akademicki wielu uczelni, w tym Uniwersytetu Gdańskiego, specjalista w zakresie prawa karnego, w latach 2002–2004 dziekan Wydziału Prawa i Administracji Uniwersytetu Gdańskiego.

## Życiorys
Ukończył studia prawnicze na Wydziale Prawa i Administracji Uniwersytetu Jagiellońskiego w Krakowie. Tam też w 1983 otrzymał stopień naukowy doktora. W 1997 na podstawie dorobku naukowego oraz rozprawy pt. Transfer of Prisoners under International Instruments and Domestic Legislation. A Comparative study (Przekazywanie skazanych na podstawie instrumentów międzynarodowych i ustawodawstwa wewnętrznego uzyskał w Instytucie Nauk Prawnych Polskiej Akademii Nauk stopień doktora habilitowanego nauk prawnych w zakresie prawa, specjalność: prawo karne. W 2002 prezydent RP Aleksander Kwaśniewski nadał mu tytuł naukowy profesora nauk prawnych. Był profesorem Wydziału Prawa i Administracji Uniwersytetu Gdańskiego, a w latach 2002–2004 dziekanem tego wydziału.
W 2001 pod jego kierunkiem stopień naukowy doktora uzyskał Wojciech Zalewski.
W związku z wszczętym przez Prokuraturę Rejonową Toruń Centrum-Zachód postępowaniem na skutek zawiadomienia o podejrzeniu przestępstwa złożonego przez jedną z magistrantek złożył rezygnację z pracy na Uniwersytecie Gdańskim w kwietniu 2004 r., zaś oficjalnie odwołany został w dniu 5 maja 2004 r.
W dniu 9 maja 2009 r. został skazany przez Sąd Rejonowy w Gdańsku za plagiat oraz wyłudzenie 6 tys. zł z Uniwersytetu Gdańskiego jako honorarium za jedną z publikacji. W trakcie postępowania przygotowawczego miał przyznać się do dopuszczenia się plagiatu z uwagi na brak czasu i natłoku obowiązków służbowych. W postępowaniu sądowym wycofał treść wyjaśnień. Jak ustalono w toku przeprowadzonego postępowania w jednym z artykułów swoich magistrantek nie zmieniono 97 proc. tekstu, zaś ok. 40% tekstu dwutomowej publikacji pt. "Międzynarodowy Trybunał Karny", wydanej w 2004 r., bezpośrednio opiera się na tekstach 16 prac magisterskich, których promotorem był autor tego „pierwszego w polskiej literaturze prawniczej kompendium zarówno wiedzy, jak i dokumentów źródłowych” dotyczących tej instytucji.

## Wybrane publikacje
- Transfer of Prisoners under International Instruments and Domestic Legislation: A Comparative Study, Freiburg: Max-Planck-Institut für ausländisches und internationales Strafrecht, 1993.
- Kidnaping międzynarodowy w służbie prawa. Studium międzynarodowe i porównawcze, Dom Wydawniczy ABC, Warszawa 2000.
- Międzynarodowy Trybunał Karny (2 tomy), Kraków: Zakamycze 2004[1].